# محافظة بانتياي مينتشي
محافظة بانتياي مينتشي (بالخميرية: ខេត្តបន្ទាយមានជ័យ)‏ هي إحدى محافظات كمبوديا الشمالية وتقع في اقصي الشمال الغربي ولها حدود مشتركة معا تايلاند من الغرب وعاصمتها سيسوفون ويبلغ عدد سكانها 678,033 نسمة، ما يجعلها عاشر أكبر محافظات البلاد من حيث عدد السكان. ولها معبر حدودي دولي في الجزء الجنوبي معا تايلاند.
تحتل بانتياي مينتشي المرتبة الثالثة عشر على مستوى محافظات كمبوديا من حيث مساحتها.

## أصل الكلمة
بانتياي مينتشي تعني «قلعة النصر» في اللغة الخميرية.

## التاريخ
كانت المنطقة جزء من إمبراطورية الخمير ومن بين أشهر أنقاض المحافظة معبد بانتياي تشهمار (បន្ទាយឆ្មារ) الواقع شمالي المحافظة وبُني في القرن الثاني عشر وصولاً إلى القرن الثالث عشر.
بسطت مملكة راتاناكوسين سيطرتها على الأجزاء الغربية من كمبوديا عام 1795، وجعلت المنطقة ضمن محافظة كمبوديا الداخلية التابعة لها وكانت العاصمة الإدارية للمحافظة هي فرا تابونغ (باتامبانغ). استمرت هذه المحافظة حتى قايضتها مملكة راتاناكوسين عام 1907 مقابل استرجاع ترات ودان ساي. وقرر الملك سيسواث خلال نفس العام اقتسام ما استرجع بمحافظة كمبوديا الداخلية إلى محافظة باتامبانغ (وتألف من سيسوفون) ومحافظة سيم ريب. واقتطعت سيسوفون من محافظة باتامبانغ عندما قامت تايلند بضم كمبوديا الداخلية مجدداً عام 1941، لتصبح بذلك العاصمة الإدارية لمحافظة فيبونزونغكرام والتي استمرت حتى عام 1946 حين عادت المنطقة تحت السيطرة الفرنسية.
كانت محافظة بانتياي مينتشي على صفوف القتال الأمامية خلال الصراعات الأهلية في سبعينات وثمانينات القرن العشرين ولذلك فهي من بين أكثر ثلاثة محافظات في كمبوديا زراعةَ بالألغام مع محافظتي باتامبانغ وبايلين.

## التقسيم الإداري
تُقسم المحافظة إلى تسعة مديريات (سروك) وتقسم جميع هذه المديريات على 65 بلدية (خم) ويبلغ عدد القرى المقسمة إدارياً 644 قرية (بوم).
| رمز الإيزو | المديرية | الاسم بالعربي     |
| ---------- | -------- | ----------------- |
| 0102       | មង្គលបុរី   | مونغكول بوري      |
| 0103       | ភ្នំស្រុក    | سروك فنوم         |
| 0104       | ព្រះនេត្រព្រះ  | برياه نيتر برياه  |
| 0105       | អូរជ្រៅ     | أوو تشروف         |
| 0106       | ក្រុងសិរីសោភ័ណ | كرونغ سيري ساوفون |
| 0107       | ថ្មពួក     | ثما بيوك          |
| 0108       | ស្វាយចេក    | سفاي تشيك         |
| 0109       | ម៉ាឡៃ       | مالاي             |
| 0110       | ក្រុងប៉ោយប៉ែត  | كرونغ باوي بيت    |

## المنطقة الاقتصادية الخاصة
تمت الموافقة الرسمية على منطقة أونيانغ الاقتصادية الخاصة عام 2006. وأصبحت المنطقة تضم خمسة مصانع عام 2014، ومنها مصنع تابع لشركة تايلندية لإنتاج صناديق خاصة بالمجوهرات. وتُشغل منطقة أونيانغ 1,200 عامل. وقام مستثمرون يابانيون وكمبوديون بإنشاء منطقة سانكو الاقتصادية الخاصة الجديدة بمساحة مقدارها 66.5 هكتاراً ومن مصانعها مصنع ياباني متخصص في صناعة مقاعد السيارات وأحد مزودي تويوتا. أعلنت شركة تويوتا تسوشو في شهر مارس من عام 2015 عن تأسيس حديقة تكنولوجية محلية للاستفادة القصوى من سلاسل الإمداد في المنطقة. وتُعتبر مدينة بويبيت (ប៉ោយប៉ែត) من المراكز الصناعية المستقبلية في شمال غرب كمبوديا بفضل العمالة الرخيصة المتوافرة والإمداد الكهربائي الرخيص من تايلند (0.16 دولار للكيلوواط الواحد) وقربها من بانغكوك وسياسات الاستثمار التشجيعية.

## الزراعة
تلعب زراعة الأرز دوراً كبيراً في اقتصاد المحافظة.

## النقل
تتمتع محافظة بانتياي مينتشي بموقع إستراتيجي حيث تشكل نقطة التقاء بين تايلند وسيام ريب وباتامبانغ (وهي البوابة الواصلة إلى فنوم بنه وفيتنام). وقد شهدت شبكات الطرق والسكك الحديدية تحسناً في المنطقة بصورة كبير عبر الزمن.

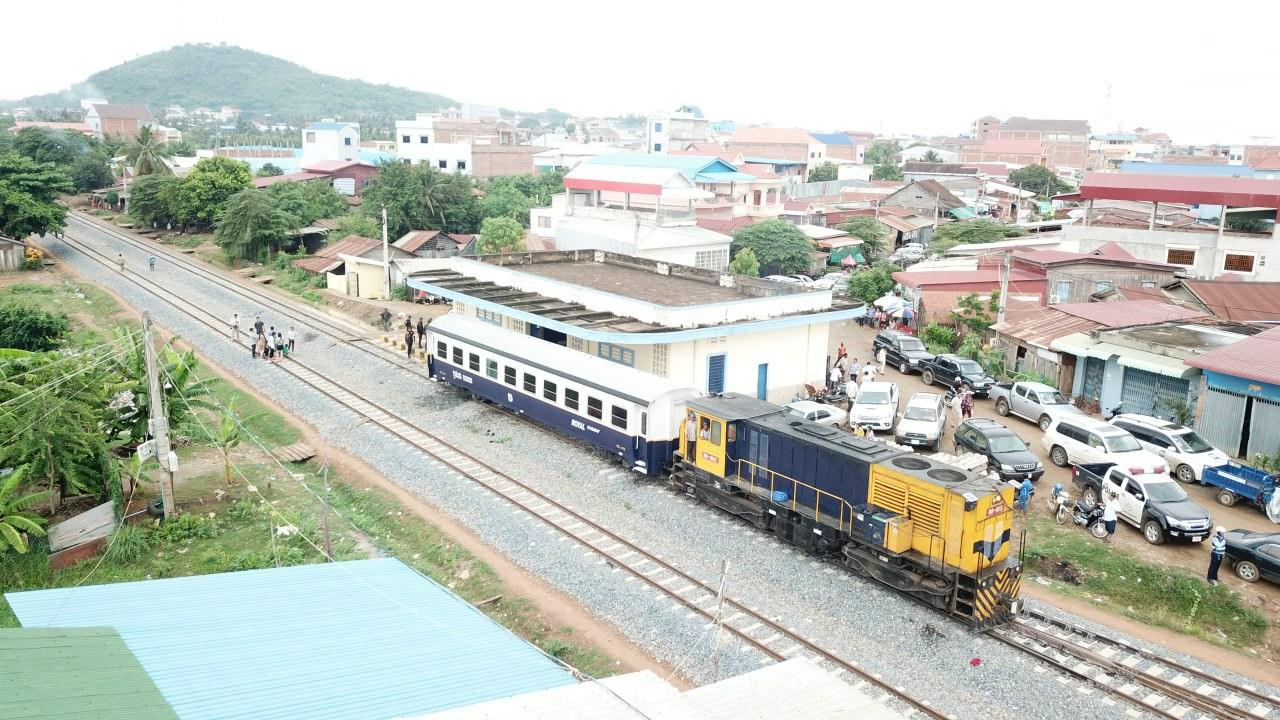
محطة قطارات سيريسوفون في محافظة بانتياي

## مواقع الجذب
يعد معبد بانتياي تشهمار (ប្រាសាទបន្ទាយឆ្មារ) الذي بُني خلال القرنين الثاني عشر والثالث عشر من أبرز إنجازات الملك جيافارمان السابع. وهو ليس معروفاً بصورة دولية وللسياح كثيراً بالرغم من عمارته الفريدة. ولم يتم حفظه بصورة جيدة على عكس غيره من المعابد الأنغكورية. وقد تعرض للضرر بسبب الطبيعة والسارقين والحروب.

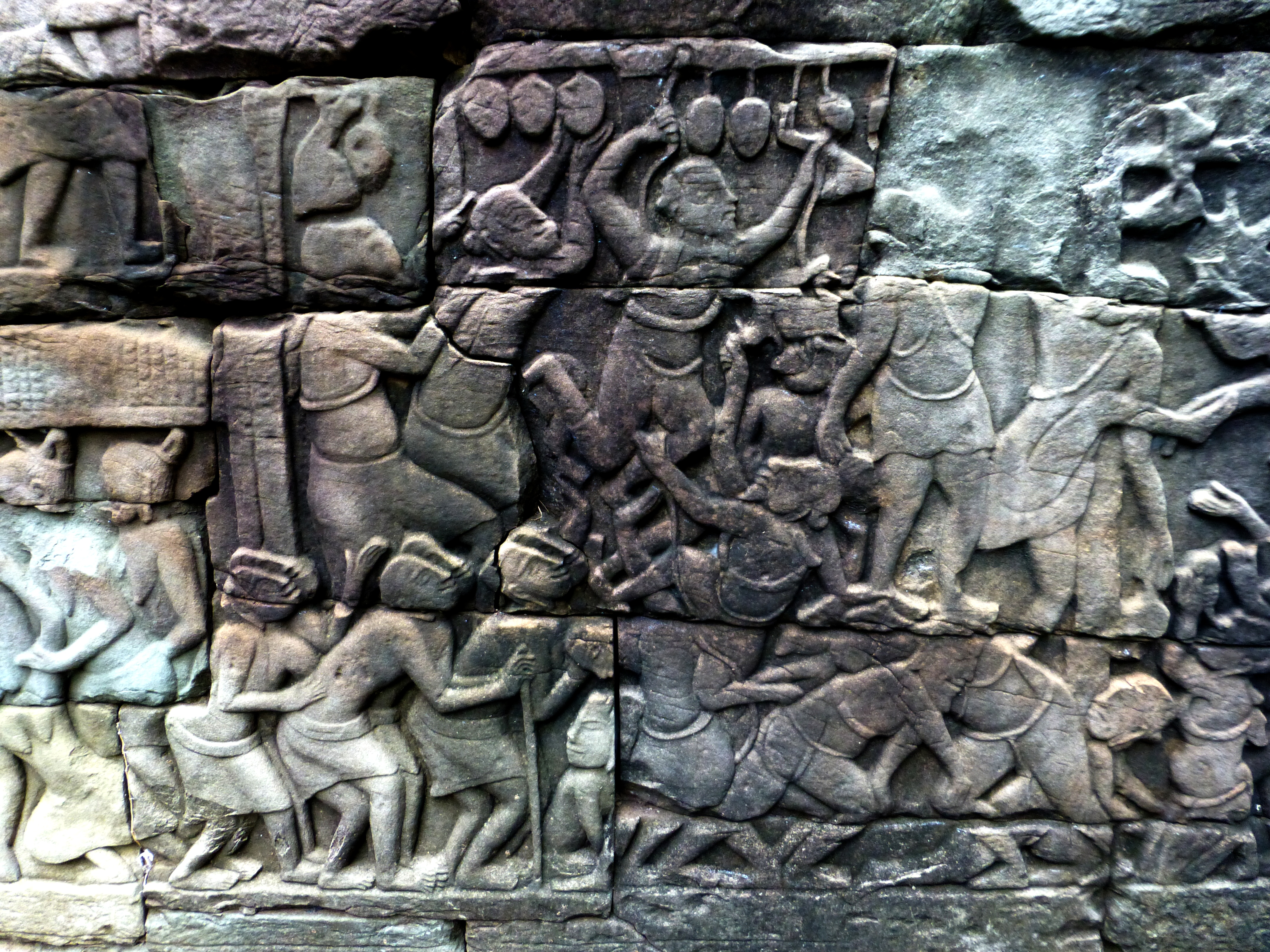
نقش يصوّر حرب إمبراطورية الخمير على تشامبا

## وصلات خارجية
- بانتياي مينتشي على موقع حكومة كمبوديا الملكية